# ميك روش
ميك روش (بالإنجليزية: Mick Roche)‏ هو لاعب قذف أيرلندي، ولد في 1943 في Carrick-on-Suir ‏ في جمهورية أيرلندا، وتوفي في 7 ديسمبر 2016.